# Роджено
Ро̀джено (на италиански: Rogeno, на западноломбардски: Rògen, Роджен) е малко градче и община в Северна Италия, провинция Леко, регион Ломбардия. Разположено е на 292 m надморска височина. Населението на общината е 3239 души (към 2010 г.).